# Liste von Apfelsorten/W
Erläuterungen und Quellen: Siehe Hauptartikel!
| Apfelsorte | Bild                                                             | Kreuzung aus                                                                                 | Erstes Auftauchen                                                | Anmerkungen                                                      | Quellen                                                                 |
| --- | ---------------------------------------------------------------- | -------------------------------------------------------------------------------------------- | ---------------------------------------------------------------- | ---------------------------------------------------------------- | ----------------------------------------------------------------------- |
| Wa 38 | Siehe: Cosmic Crisp                                              | Siehe: Cosmic Crisp                                                                          | Siehe: Cosmic Crisp                                              | Siehe: Cosmic Crisp                                              | Siehe: Cosmic Crisp                                                     |
| Wabiskaw |                                                                  |                                                                                              |                                                                  |                                                                  | e                                                                       |
| Wachendorfer Renette |                                                                  |                                                                                              |                                                                  |                                                                  | j, o                                                                    |
| Wachsapfel | Siehe: Gelber Edelapfel, Weißer Taffetapfel, Zürcher Transparent | Siehe: Gelber Edelapfel, Weißer Taffetapfel, Zürcher Transparent                             | Siehe: Gelber Edelapfel, Weißer Taffetapfel, Zürcher Transparent | Siehe: Gelber Edelapfel, Weißer Taffetapfel, Zürcher Transparent | Siehe: Gelber Edelapfel, Weißer Taffetapfel, Zürcher Transparent        |
| Wachsrenette | Siehe: Champagnerrenette                                         | Siehe: Champagnerrenette                                                                     | Siehe: Champagnerrenette                                         | Siehe: Champagnerrenette                                         | Siehe: Champagnerrenette                                                |
| Wachsrenette Aus Benediktbeuern | Siehe: Wachsrenette Von Benediktbeuern                           | Siehe: Wachsrenette Von Benediktbeuern                                                       | Siehe: Wachsrenette Von Benediktbeuern                           | Siehe: Wachsrenette Von Benediktbeuern                           | Siehe: Wachsrenette Von Benediktbeuern                                  |
| Wachsrenette Von Benediktbeuern (oder: Renette Von Benediktbeuern, Wachsrenette Aus Benediktbeuern) |                                                                  |                                                                                              |                                                                  |                                                                  | j, o                                                                    |
| Waddewarder Winterprinz | Siehe: Winter-Prinz                                              | Siehe: Winter-Prinz                                                                          | Siehe: Winter-Prinz                                              | Siehe: Winter-Prinz                                              | Siehe: Winter-Prinz                                                     |
| Wadey's Seedling |                                                                  |                                                                                              |                                                                  |                                                                  | f                                                                       |
| Wadhurst Pippin |                                                                  |                                                                                              |                                                                  |                                                                  | f                                                                       |
| Wagener | Siehe: Wagenerapfel                                              | Siehe: Wagenerapfel                                                                          | Siehe: Wagenerapfel                                              | Siehe: Wagenerapfel                                              | Siehe: Wagenerapfel                                                     |
| Wagener-Apfel | Siehe: Wagenerapfel                                              | Siehe: Wagenerapfel                                                                          | Siehe: Wagenerapfel                                              | Siehe: Wagenerapfel                                              | Siehe: Wagenerapfel                                                     |
| Wagenerapfel (oder: Annweiler Schläfer, Eisenacher, Gassers Rosenapfel, Holländischer Bellefleur, Pfingstapfel, Sankt Wendeler, Wagener, Wagener-Apfel, Wagenerovo, Wageners Preisapfel, Weberapfel)                                                                                       |                                                                  |                                                                                              | 1791 in New York. Züchter: George Wheeler, Abraham Wagener       |                                                                  | a, c, d, e, f, h (Nr. 202, S. 224 sowie 431, S. 483), j, o, p (S. 513f) |
| Wagenerovo | Siehe: Wagenerapfel                                              | Siehe: Wagenerapfel                                                                          | Siehe: Wagenerapfel                                              | Siehe: Wagenerapfel                                              | Siehe: Wagenerapfel                                                     |
| Wageners Preisapfel | Siehe: Wagenerapfel                                              | Siehe: Wagenerapfel                                                                          | Siehe: Wagenerapfel                                              | Siehe: Wagenerapfel                                              | Siehe: Wagenerapfel                                                     |
| Wagner |                                                                  |                                                                                              |                                                                  |                                                                  |                                                                         |
| Wagoner |                                                                  |                                                                                              |                                                                  |                                                                  |                                                                         |
| Wahrer Gelber Winterstettiner | Siehe: Gelber Winter-Stettiner                                   | Siehe: Gelber Winter-Stettiner                                                               | Siehe: Gelber Winter-Stettiner                                   | Siehe: Gelber Winter-Stettiner                                   | Siehe: Gelber Winter-Stettiner                                          |
| Walbridge |                                                                  |                                                                                              |                                                                  |                                                                  |                                                                         |
| Waldgirmeser Herrenapfel |                                                                  |                                                                                              |                                                                  |                                                                  | o                                                                       |
| Waldhöfler |                                                                  |                                                                                              |                                                                  |                                                                  | o                                                                       |
| Waldseer |                                                                  |                                                                                              |                                                                  |                                                                  |                                                                         |
| Waliser Gala |                                                                  | Mutation von Tenroy                                                                          | US-Patent erteilt: 1994                                          | US-Patent: PP08673. Züchter: H. Kent Waliser                     | [ 1 ]                                                                   |
| Wallace Howard |                                                                  |                                                                                              |                                                                  |                                                                  |                                                                         |
| Wallauer Glasapfel |                                                                  |                                                                                              |                                                                  |                                                                  | p (S. 655f)                                                             |
| Waltana |                                                                  |                                                                                              |                                                                  |                                                                  | a                                                                       |
| Walter Pease |                                                                  |                                                                                              |                                                                  |                                                                  | a                                                                       |
| Waltz | Siehe: Telamon                                                   | Siehe: Telamon                                                                               | Siehe: Telamon                                                   | Siehe: Telamon                                                   | Siehe: Telamon                                                          |
| Wang Young |                                                                  |                                                                                              |                                                                  |                                                                  | f                                                                       |
| Wantage |                                                                  |                                                                                              |                                                                  |                                                                  | a                                                                       |
| Warden |                                                                  |                                                                                              |                                                                  |                                                                  | f                                                                       |
| Warder |                                                                  |                                                                                              |                                                                  |                                                                  | j                                                                       |
| Wardington Seedling |                                                                  | Cox Orange × Unbekannt                                                                       |                                                                  |                                                                  | f                                                                       |
| Warner's King | Siehe: Warners Königsapfel                                       | Siehe: Warners Königsapfel                                                                   | Siehe: Warners Königsapfel                                       | Siehe: Warners Königsapfel                                       | Siehe: Warners Königsapfel                                              |
| Warners Königsapfel (oder: Warner's King) |                                                                  |                                                                                              | um 1700 in Kent, UK                                              |                                                                  | c, e, f, h (Nr. 252, S. 283), j, o, p (S. 657)                          |
| Warraschke | Siehe: Gubener Warraschke                                        | Siehe: Gubener Warraschke                                                                    | Siehe: Gubener Warraschke                                        | Siehe: Gubener Warraschke                                        | Siehe: Gubener Warraschke                                               |
| Warraschke Aus Guben | Siehe: Gubener Warraschke                                        | Siehe: Gubener Warraschke                                                                    | Siehe: Gubener Warraschke                                        | Siehe: Gubener Warraschke                                        | Siehe: Gubener Warraschke                                               |
| Warren's Seedling |                                                                  |                                                                                              |                                                                  |                                                                  | f                                                                       |
| Washed Russet |                                                                  |                                                                                              |                                                                  |                                                                  | a                                                                       |
| Washington Spur |                                                                  |                                                                                              |                                                                  |                                                                  | e                                                                       |
| Washington Strawberry |                                                                  |                                                                                              |                                                                  |                                                                  | f                                                                       |
| Waasser-Neutzerling | Siehe: Großer Neutzerling (Diel)                                 | Siehe: Großer Neutzerling (Diel)                                                             | Siehe: Großer Neutzerling (Diel)                                 | Siehe: Großer Neutzerling (Diel)                                 | Siehe: Großer Neutzerling (Diel)                                        |
| Wasserbrünnerling |                                                                  |                                                                                              |                                                                  |                                                                  | o                                                                       |
| Wasserwinkel |                                                                  |                                                                                              |                                                                  |                                                                  | j                                                                       |
| Watermelon | Siehe: Amerikanischer Melonenapfel                               | Siehe: Amerikanischer Melonenapfel                                                           | Siehe: Amerikanischer Melonenapfel                               | Siehe: Amerikanischer Melonenapfel                               | Siehe: Amerikanischer Melonenapfel                                      |
| Wayne |                                                                  |                                                                                              |                                                                  |                                                                  | a, f                                                                    |
| Wayne Spur |                                                                  |                                                                                              |                                                                  |                                                                  | e                                                                       |
| Wayside |                                                                  |                                                                                              |                                                                  |                                                                  | a, f                                                                    |
| Wealthy |                                                                  |                                                                                              | 1860 in Minnesota, USA                                           |                                                                  | a, c, d, e, f, o                                                        |
| Wealthy 4 N |                                                                  |                                                                                              |                                                                  |                                                                  | j                                                                       |
| Wealthy 4 N Loop |                                                                  |                                                                                              |                                                                  |                                                                  | j                                                                       |
| Weaver Apple |                                                                  |                                                                                              |                                                                  |                                                                  | e                                                                       |
| Webb's Kitchen Russet |                                                                  |                                                                                              |                                                                  |                                                                  |                                                                         |
| Weberapfel | Siehe: Wagenerapfel                                              | Siehe: Wagenerapfel                                                                          | Siehe: Wagenerapfel                                              | Siehe: Wagenerapfel                                              | Siehe: Wagenerapfel                                                     |
| Webster |                                                                  |                                                                                              |                                                                  |                                                                  | f                                                                       |
| Wedges |                                                                  |                                                                                              |                                                                  |                                                                  |                                                                         |
| Weiberrenette | Siehe: Kanadarenette                                             | Siehe: Kanadarenette                                                                         | Siehe: Kanadarenette                                             | Siehe: Kanadarenette                                             | Siehe: Kanadarenette                                                    |
| Weiche 1 |                                                                  |                                                                                              |                                                                  |                                                                  |                                                                         |
| Weidling | Siehe: Weißer Taffetapfel                                        | Siehe: Weißer Taffetapfel                                                                    | Siehe: Weißer Taffetapfel                                        | Siehe: Weißer Taffetapfel                                        | Siehe: Weißer Taffetapfel                                               |
| Weidners Gold-Renette | Siehe: Weidners Goldrenette                                      | Siehe: Weidners Goldrenette                                                                  | Siehe: Weidners Goldrenette                                      | Siehe: Weidners Goldrenette                                      | Siehe: Weidners Goldrenette                                             |
| Weidners Goldreinette | Siehe: Weidners Goldrenette                                      | Siehe: Weidners Goldrenette                                                                  | Siehe: Weidners Goldrenette                                      | Siehe: Weidners Goldrenette                                      | Siehe: Weidners Goldrenette                                             |
| Weidners Goldrenette (oder: Weidners Gold-Renette, Weidners Goldreinette) |                                                                  |                                                                                              |                                                                  |                                                                  | f, h (Nr. 511, S. 568), j, o                                            |
| Weigelts Zinszahler | Siehe: Rotfranch                                                 | Siehe: Rotfranch                                                                             | Siehe: Rotfranch                                                 | Siehe: Rotfranch                                                 | Siehe: Rotfranch                                                        |
| Weight |                                                                  |                                                                                              |                                                                  |                                                                  | f                                                                       |
| Weihnachtsapfel | Siehe: Rote Sternrenette                                         | Siehe: Rote Sternrenette                                                                     | Siehe: Rote Sternrenette                                         | Siehe: Rote Sternrenette                                         | Siehe: Rote Sternrenette                                                |
| Weihnachtsäpfelchen | Siehe: Böhmischer Roter Jungfernapfel                            | Siehe: Böhmischer Roter Jungfernapfel                                                        | Siehe: Böhmischer Roter Jungfernapfel                            | Siehe: Böhmischer Roter Jungfernapfel                            | Siehe: Böhmischer Roter Jungfernapfel                                   |
| Weilburger |                                                                  |                                                                                              |                                                                  |                                                                  | h (Nr. 487, S. 540), o                                                  |
| Weilener Sämling |                                                                  |                                                                                              |                                                                  |                                                                  | o                                                                       |
| Weilnauer Streifling |                                                                  |                                                                                              |                                                                  |                                                                  | p (S. 658)                                                              |
| Weinapfel | Siehe: Bohnapfel                                                 | Siehe: Bohnapfel                                                                             | Siehe: Bohnapfel                                                 | Siehe: Bohnapfel                                                 | Siehe: Bohnapfel                                                        |
| Weinling | Siehe: Weißer Taffetapfel                                        | Siehe: Weißer Taffetapfel                                                                    | Siehe: Weißer Taffetapfel                                        | Siehe: Weißer Taffetapfel                                        | Siehe: Weißer Taffetapfel                                               |
| Weinröschen |                                                                  |                                                                                              |                                                                  |                                                                  | o                                                                       |
| Weinsaurer |                                                                  |                                                                                              |                                                                  |                                                                  | o                                                                       |
| Weinsberg |                                                                  |                                                                                              |                                                                  |                                                                  | o                                                                       |
| Weirouge (oder: Roter Mond) |                                                                  | Zufallssämling                                                                               | 1915 in Russland. Züchter: Mitschurin                            |                                                                  | a, j, o                                                                 |
| Weißapfel | Siehe: Weißer Taffetapfel                                        | Siehe: Weißer Taffetapfel                                                                    | Siehe: Weißer Taffetapfel                                        | Siehe: Weißer Taffetapfel                                        | Siehe: Weißer Taffetapfel                                               |
| Weiße Antillische Winterrenette |                                                                  |                                                                                              |                                                                  |                                                                  | o                                                                       |
| Weiße Antonowka |                                                                  |                                                                                              |                                                                  |                                                                  | p (S. 659f)                                                             |
| Weiße Englische Renette |                                                                  |                                                                                              |                                                                  |                                                                  | h (Nr. 376, S. 424)                                                     |
| Weiße Französische Reinette |                                                                  |                                                                                              |                                                                  |                                                                  | p (S. 661)                                                              |
| Weiße Kanadarenette (oder: Canada Blanche) |                                                                  |                                                                                              |                                                                  |                                                                  | j, o                                                                    |
| Weiße Spanische Renette (oder: Fall Pippin) |                                                                  |                                                                                              |                                                                  |                                                                  | a, d, f, o                                                              |
| Weiße Wachsrenette | Siehe: Schöner Aus Wiltshire                                     | Siehe: Schöner Aus Wiltshire                                                                 | Siehe: Schöner Aus Wiltshire                                     | Siehe: Schöner Aus Wiltshire                                     | Siehe: Schöner Aus Wiltshire                                            |
| Weiße Walze |                                                                  |                                                                                              |                                                                  |                                                                  | p (S. 662)                                                              |
| Weiße Winter-Schafsnase |                                                                  |                                                                                              |                                                                  |                                                                  | p (S. 663)                                                              |
| Weißensteiner Rothstrahliger | Siehe: Suislepper                                                | Siehe: Suislepper                                                                            | Siehe: Suislepper                                                | Siehe: Suislepper                                                | Siehe: Suislepper                                                       |
| Weißer Ananasapfel |                                                                  |                                                                                              |                                                                  |                                                                  | h (Nr. 137, S. 157), p (S. 664)                                         |
| Weißer Astrachan (oder: Fanarika, Pomme Glacée D'Été, Russian Ice Apple) |                                                                  |                                                                                              |                                                                  | Beschreibung                                                     | h (Nr. 139, S. 159), j, o                                               |
| Weißer Astrakan | Siehe: Weißer Astrachan                                          | Siehe: Weißer Astrachan                                                                      | Siehe: Weißer Astrachan                                          | Siehe: Weißer Astrachan                                          | Siehe: Weißer Astrachan                                                 |
| Weißer Augustkalvill |                                                                  |                                                                                              |                                                                  |                                                                  | o                                                                       |
| Weißer Bohnapfel | Siehe: Bohnapfel                                                 | Siehe: Bohnapfel                                                                             | Siehe: Bohnapfel                                                 | Siehe: Bohnapfel                                                 | Siehe: Bohnapfel                                                        |
| Weißer Borsdorfer |                                                                  |                                                                                              |                                                                  |                                                                  | h (Nr. 145, S. 165)                                                     |
| Weißer Eisapfel | Siehe: Zürcher Transparent                                       | Siehe: Zürcher Transparent                                                                   | Siehe: Zürcher Transparent                                       | Siehe: Zürcher Transparent                                       | Siehe: Zürcher Transparent                                              |
| Weißer Fresquin |                                                                  |                                                                                              |                                                                  |                                                                  | j                                                                       |
| Weißer Gerippter Herbsttäubling |                                                                  |                                                                                              |                                                                  |                                                                  | o                                                                       |
| Weißer Gulderling |                                                                  |                                                                                              |                                                                  |                                                                  | p (S. 665)                                                              |
| Weißer Herbst-Taffetapfel |                                                                  |                                                                                              |                                                                  |                                                                  | h (Nr. 641, S. 712)                                                     |
| Weißer Holländischer Käsapfel |                                                                  |                                                                                              |                                                                  |                                                                  | h (Nr. 659, S. 735)                                                     |
| Weißer Italienischer Winterkalvill |                                                                  |                                                                                              |                                                                  |                                                                  | o                                                                       |
| Weißer Junkerapfel |                                                                  |                                                                                              |                                                                  |                                                                  | h (Nr. 219, S. 244)                                                     |
| Weißer Kardinal | Siehe: Weißer Winter-Calville                                    | Siehe: Weißer Winter-Calville                                                                | Siehe: Weißer Winter-Calville                                    | Siehe: Weißer Winter-Calville                                    | Siehe: Weißer Winter-Calville                                           |
| Weißer Kentischer Pepping (oder: Fillbasket, Kentish Fillbasket) |                                                                  |                                                                                              |                                                                  |                                                                  | a, f, g (S. 231), h (Nr. 392, S. 440), p (S. 666)                       |
| Weißer Kernapfel |                                                                  |                                                                                              |                                                                  |                                                                  | p (S. 667)                                                              |
| Weißer Klarapfel (oder: Augustapfel, Durchsichtiger Sommerapfel, Grand Sultan, Haferapfel, Klarapfel, Kornapfel, Naliwnoje Heloje, Oogstappel, Pomme De Reval, Roggenapfel, Saint Jean, Sainte Anne, Transparente Blanche, Weißer Transparentapfel, White Transparent, Yellow Transparent) |                                                                  |                                                                                              | um 1800 in Livland gezüchtet.                                    | Beschreibung                                                     | a, c, e, f, g (S. 277), j, o                                            |
| Weißer Krieger |                                                                  |                                                                                              |                                                                  |                                                                  | o                                                                       |
| Weißer Liederbacher |                                                                  |                                                                                              |                                                                  |                                                                  | p (S. 668)                                                              |
| Weißer Matapfel (oder: Cromelor, Spätblühender Matapfel, Stielapfel, Tiefbutzen, Weißer Würzapfel, Würzapfel) |                                                                  |                                                                                              | 1810 in Süddeutschland                                           |                                                                  | h (Nr. 623, S. 691), j, o, p (S. 215ff), p (S. 676)                     |
| Weißer Musapfel |                                                                  |                                                                                              |                                                                  |                                                                  |                                                                         |
| Weißer Palästiner |                                                                  |                                                                                              |                                                                  |                                                                  | o                                                                       |
| Weißer Paradiesapfel Christ |                                                                  |                                                                                              |                                                                  |                                                                  | p (S. 669)                                                              |
| Weißer Rosmarin | Siehe: Weißer Rosmarinapfel                                      | Siehe: Weißer Rosmarinapfel                                                                  | Siehe: Weißer Rosmarinapfel                                      | Siehe: Weißer Rosmarinapfel                                      | Siehe: Weißer Rosmarinapfel                                             |
| Weißer Rosmarinapfel (oder: Italienischer Weißer Rosmarin, Rosmarina Bianca, Weißer Rosmarin) |                                                                  |                                                                                              | In der Gegend um Bozen, Südtirol, schon um 1798 bekannt.         |                                                                  | e, f, g (S. 262), h (Nr. 220, S. 245), o                                |
| Weißer Sommer-Calvill |                                                                  |                                                                                              |                                                                  |                                                                  | h (Nr. 7, S. 10)                                                        |
| Weißer Sommer-Pfirschenapfel | Siehe: Sommer-Pfirschenapfel                                     | Siehe: Sommer-Pfirschenapfel                                                                 | Siehe: Sommer-Pfirschenapfel                                     | Siehe: Sommer-Pfirschenapfel                                     | Siehe: Sommer-Pfirschenapfel                                            |
| Weißer Sommer-Strichapfel |                                                                  |                                                                                              |                                                                  |                                                                  | h (Nr. 172, S. 193)                                                     |
| Weißer Sommer-Taubenapfel (oder: Weißer Sommerpigeon, Weißer Sommertaubenapfel) |                                                                  |                                                                                              |                                                                  |                                                                  | h (Nr. 222, S. 247), o                                                  |
| Weißer Sommerpigeon | Siehe: Weißer Sommer-Taubenapfel                                 | Siehe: Weißer Sommer-Taubenapfel                                                             | Siehe: Weißer Sommer-Taubenapfel                                 | Siehe: Weißer Sommer-Taubenapfel                                 | Siehe: Weißer Sommer-Taubenapfel                                        |
| Weißer Stettiner |                                                                  |                                                                                              |                                                                  |                                                                  | p (S. 670)                                                              |
| Weißer Taffetapfel (oder: Karthäuser, Taffetas, Taffetiner, Wachsapfel, Weidling, Weinling, Weißapfel, Weißer Winter-Taffetapfel, Winter-Taffeter) |                                                                  |                                                                                              |                                                                  | Beschreibung                                                     | f, h (Nr. 667, S. 743), j, o                                            |
| Weißer Taubenapfel | Siehe: Doppelter Holländer                                       | Siehe: Doppelter Holländer                                                                   | Siehe: Doppelter Holländer                                       | Siehe: Doppelter Holländer                                       | Siehe: Doppelter Holländer                                              |
| Weißer Tiefbutzer |                                                                  |                                                                                              |                                                                  | Benannt durch Richard Zorn.                                      | p (S. 671)                                                              |
| Weißer Titowka |                                                                  |                                                                                              |                                                                  |                                                                  | h (Nr. 1, S. 4)                                                         |
| Weißer Transparentapfel | Siehe: Weißer Klarapfel                                          | Siehe: Weißer Klarapfel                                                                      | Siehe: Weißer Klarapfel                                          | Siehe: Weißer Klarapfel                                          | Siehe: Weißer Klarapfel                                                 |
| Weißer Trierer Weinapfel |                                                                  |                                                                                              |                                                                  |                                                                  | o                                                                       |
| Weißer Weichapfel |                                                                  |                                                                                              |                                                                  | Benannt durch Richard Zorn.                                      | p (S. 672ff)                                                            |
| Weißer Winter-Calville (oder: Calville Blanche D'Hiver, Eckapfel, Erdbeerapfel, Französischer Quittenapfel, Paradiesapfel, Quittenapfel, Snigovyi Kalvill, Sternapfel, Weißer Kardinal, Weißer Winterkalvill, Weißer Züricher Apfel)                                                       |                                                                  |                                                                                              | 1596 in Frankreich                                               | Beschreibung                                                     | a, c, d, e, f, g (S. 195), h (Nr. 14, S. 17), j, o                      |
| Weißer Winter-Cousinot |                                                                  |                                                                                              |                                                                  |                                                                  | p (S. 675)                                                              |
| Weißer Winter-Taffetapfel | Siehe: Weißer Taffetapfel                                        | Siehe: Weißer Taffetapfel                                                                    | Siehe: Weißer Taffetapfel                                        | Siehe: Weißer Taffetapfel                                        | Siehe: Weißer Taffetapfel                                               |
| Weißer Winter-Taubenapfel |                                                                  |                                                                                              |                                                                  |                                                                  | h (Nr. 235, S. 261), o                                                  |
| Weißer Winterglockenapfel | Siehe: Glockenapfel                                              | Siehe: Glockenapfel                                                                          | Siehe: Glockenapfel                                              | Siehe: Glockenapfel                                              | Siehe: Glockenapfel                                                     |
| Weißer Winterkalvill | Siehe: Weißer Winter-Calville                                    | Siehe: Weißer Winter-Calville                                                                | Siehe: Weißer Winter-Calville                                    | Siehe: Weißer Winter-Calville                                    | Siehe: Weißer Winter-Calville                                           |
| Weißer Winterrambour |                                                                  |                                                                                              |                                                                  |                                                                  | j                                                                       |
| Weißer Winterstettiner | Siehe: Marienwerder Gülderling                                   | Siehe: Marienwerder Gülderling                                                               | Siehe: Marienwerder Gülderling                                   | Siehe: Marienwerder Gülderling                                   | Siehe: Marienwerder Gülderling                                          |
| Weißer Würzapfel | Siehe: Weißer Matapfel                                           | Siehe: Weißer Matapfel                                                                       | Siehe: Weißer Matapfel                                           | Siehe: Weißer Matapfel                                           | Siehe: Weißer Matapfel                                                  |
| Weißer Züricher Apfel | Siehe: Weißer Winter-Calville                                    | Siehe: Weißer Winter-Calville                                                                | Siehe: Weißer Winter-Calville                                    | Siehe: Weißer Winter-Calville                                    | Siehe: Weißer Winter-Calville                                           |
| Weißer Zwiebelapfel | Siehe: Champagnerrenette                                         | Siehe: Champagnerrenette                                                                     | Siehe: Champagnerrenette                                         | Siehe: Champagnerrenette                                         | Siehe: Champagnerrenette                                                |
| Weißes Seidenhemdchen (oder: Chemise de Soie Blanche) |                                                                  |                                                                                              | 1598 beschrieben                                                 |                                                                  | f, h (Nr. 121, S. 135), o, p (S. 677)                                   |
| Weißgrüne Winter-Schafnase |                                                                  |                                                                                              |                                                                  | Benannt durch Richard Zorn.                                      | p (S. 678)                                                              |
| Weißkante (oder: Naumburger Weißkante) |                                                                  |                                                                                              |                                                                  |                                                                  | h (Nr. 131, S. 147), j                                                  |
| Welcome |                                                                  |                                                                                              |                                                                  |                                                                  | f                                                                       |
| Welford Park Nonsuch |                                                                  |                                                                                              |                                                                  |                                                                  | f                                                                       |
| Wellant | Siehe: Fresco                                                    | Siehe: Fresco                                                                                | Siehe: Fresco                                                    | Siehe: Fresco                                                    | Siehe: Fresco                                                           |
| Wellers Eckenhagener |                                                                  |                                                                                              |                                                                  |                                                                  | h (Nr. 384, S. 432), o                                                  |
| Wellington (oder: Dummellor's Seedling, Wellington Reinette, Wellingtons Renette) |                                                                  |                                                                                              | 18. Jahrhundert in Shackerstone, Leicestershire, UK              |                                                                  | a, c, h (Nr. 657, S. 733), o                                            |
| Wellington Bloomless |                                                                  |                                                                                              |                                                                  |                                                                  | f                                                                       |
| Wellington Reinette | Siehe: Wellington                                                | Siehe: Wellington                                                                            | Siehe: Wellington                                                | Siehe: Wellington                                                | Siehe: Wellington                                                       |
| Wellingtons Renette | Siehe: Wellington                                                | Siehe: Wellington                                                                            | Siehe: Wellington                                                | Siehe: Wellington                                                | Siehe: Wellington                                                       |
| Wells |                                                                  |                                                                                              |                                                                  |                                                                  |                                                                         |
| Wells Süße Renette |                                                                  |                                                                                              |                                                                  |                                                                  | h (Nr. 340, S. 384)                                                     |
| Wellspur (oder: Wellspur Delicious) |                                                                  | Sport von Starking                                                                           | 1952 in Wenatchee, Washington                                    |                                                                  | e, f                                                                    |
| Wellspur Delicious | Siehe: Wellspur                                                  | Siehe: Wellspur                                                                              | Siehe: Wellspur                                                  | Siehe: Wellspur                                                  | Siehe: Wellspur                                                         |
| Welsch-Isner | Siehe: Welschisner                                               | Siehe: Welschisner                                                                           | Siehe: Welschisner                                               | Siehe: Welschisner                                               | Siehe: Welschisner                                                      |
| Welsch Isnyer | Siehe: Welschisner                                               | Siehe: Welschisner                                                                           | Siehe: Welschisner                                               | Siehe: Welschisner                                               | Siehe: Welschisner                                                      |
| Welsch Weinling | Siehe: Welschisner                                               | Siehe: Welschisner                                                                           | Siehe: Welschisner                                               | Siehe: Welschisner                                               | Siehe: Welschisner                                                      |
| Welschbrunner |                                                                  |                                                                                              |                                                                  | Beschreibung                                                     | o, p (S. 679)                                                           |
| Welschecker | Siehe: Welschisner                                               | Siehe: Welschisner                                                                           | Siehe: Welschisner                                               | Siehe: Welschisner                                               | Siehe: Welschisner                                                      |
| Welscher Brunner | Siehe: Welschbrunner                                             | Siehe: Welschbrunner                                                                         | Siehe: Welschbrunner                                             | Siehe: Welschbrunner                                             | Siehe: Welschbrunner                                                    |
| Welscher Grünacher | Siehe: Schneiderapfel                                            | Siehe: Schneiderapfel                                                                        | Siehe: Schneiderapfel                                            | Siehe: Schneiderapfel                                            | Siehe: Schneiderapfel                                                   |
| Welscher Trauben-Apfel | Siehe: Api                                                       | Siehe: Api                                                                                   | Siehe: Api                                                       | Siehe: Api                                                       | Siehe: Api                                                              |
| Welschisner (oder: Großer Böhmischer Brünnerling, Isnyer Jahrapfel, Prinerapfel, Steiner, Welsch Weinling, Welsch-Isner, Welsch Isnyer, Welschecker) |                                                                  |                                                                                              | 1659 in Oberösterreich                                           |                                                                  | f, j, o                                                                 |
| Welschisnyer | Siehe: Winter-Zitronenapfel                                      | Siehe: Winter-Zitronenapfel                                                                  | Siehe: Winter-Zitronenapfel                                      | Siehe: Winter-Zitronenapfel                                      | Siehe: Winter-Zitronenapfel                                             |
| Welschweinling |                                                                  |                                                                                              |                                                                  |                                                                  | j, p (S. 680)                                                           |
| Werderkalvill | Siehe: London Pepping                                            | Siehe: London Pepping                                                                        | Siehe: London Pepping                                            | Siehe: London Pepping                                            | Siehe: London Pepping                                                   |
| Werdersche Wachs-Reinette | Siehe: Werdersche Wachs-Renette                                  | Siehe: Werdersche Wachs-Renette                                                              | Siehe: Werdersche Wachs-Renette                                  | Siehe: Werdersche Wachs-Renette                                  | Siehe: Werdersche Wachs-Renette                                         |
| Werdersche Wachs-Renette (oder: Werdersche Wachs-Reinette, Werdersche Wachsrenette) |                                                                  |                                                                                              |                                                                  |                                                                  | h (Nr. 401, S. 449), j, o                                               |
| Werdersche Wachsrenette | Siehe: Werdersche Wachs-Renette                                  | Siehe: Werdersche Wachs-Renette                                                              | Siehe: Werdersche Wachs-Renette                                  | Siehe: Werdersche Wachs-Renette                                  | Siehe: Werdersche Wachs-Renette                                         |
| Werderscher Kalvill | Siehe: London Pepping                                            | Siehe: London Pepping                                                                        | Siehe: London Pepping                                            | Siehe: London Pepping                                            | Siehe: London Pepping                                                   |
| West View Seedling |                                                                  |                                                                                              |                                                                  |                                                                  | f                                                                       |
| Western Beauty |                                                                  |                                                                                              |                                                                  |                                                                  |                                                                         |
| Westfälische Tiefblüte |                                                                  |                                                                                              |                                                                  |                                                                  | j                                                                       |
| Westfälischer Gülderling |                                                                  |                                                                                              | vor 1930 in Westfalen                                            |                                                                  | j, o                                                                    |
| Westfield |                                                                  |                                                                                              |                                                                  |                                                                  |                                                                         |
| Westfield Seek-No-Further | Siehe: Gelber Bellefleur                                         | Siehe: Gelber Bellefleur                                                                     | Siehe: Gelber Bellefleur                                         | Siehe: Gelber Bellefleur                                         | Siehe: Gelber Bellefleur                                                |
| Westland |                                                                  |                                                                                              |                                                                  |                                                                  | a                                                                       |
| Westland Bellefleur | Siehe: Brabanter Bellefleur                                      | Siehe: Brabanter Bellefleur                                                                  | Siehe: Brabanter Bellefleur                                      | Siehe: Brabanter Bellefleur                                      | Siehe: Brabanter Bellefleur                                             |
| Westlandische Belle-Fleur | Siehe: Brabanter Bellefleur                                      | Siehe: Brabanter Bellefleur                                                                  | Siehe: Brabanter Bellefleur                                      | Siehe: Brabanter Bellefleur                                      | Siehe: Brabanter Bellefleur                                             |
| Westlandse Bellefleur | Siehe: Brabanter Bellefleur                                      | Siehe: Brabanter Bellefleur                                                                  | Siehe: Brabanter Bellefleur                                      | Siehe: Brabanter Bellefleur                                      | Siehe: Brabanter Bellefleur                                             |
| Weston's Seedling |                                                                  |                                                                                              |                                                                  |                                                                  | f                                                                       |
| Wetterauer Zwiebelapfel |                                                                  |                                                                                              |                                                                  | Benannt durch Richard Zorn.                                      | p (S. 684)                                                              |
| Wettringer | Siehe: Wettringer Taubenapfel                                    | Siehe: Wettringer Taubenapfel                                                                | Siehe: Wettringer Taubenapfel                                    | Siehe: Wettringer Taubenapfel                                    | Siehe: Wettringer Taubenapfel                                           |
| Wettringer Taubenapfel (oder: Wettringer) |                                                                  |                                                                                              |                                                                  |                                                                  | j, o                                                                    |
| Wetzlarer Hartapfel | Siehe: Hartapfel                                                 | Siehe: Hartapfel                                                                             | Siehe: Hartapfel                                                 | Siehe: Hartapfel                                                 | Siehe: Hartapfel                                                        |
| Wheeler's Russet |                                                                  |                                                                                              |                                                                  |                                                                  | e, f                                                                    |
| Whinery |                                                                  |                                                                                              |                                                                  |                                                                  |                                                                         |
| White Angel |                                                                  |                                                                                              |                                                                  |                                                                  | e                                                                       |
| White Astrachan |                                                                  |                                                                                              |                                                                  |                                                                  | a                                                                       |
| White Australia |                                                                  |                                                                                              |                                                                  |                                                                  |                                                                         |
| White Codlin | Siehe: Holländischer Küchenapfel                                 | Siehe: Holländischer Küchenapfel                                                             | Siehe: Holländischer Küchenapfel                                 | Siehe: Holländischer Küchenapfel                                 | Siehe: Holländischer Küchenapfel                                        |
| White Doctor |                                                                  |                                                                                              |                                                                  |                                                                  |                                                                         |
| White Hereford |                                                                  |                                                                                              |                                                                  |                                                                  |                                                                         |
| White Margil | Siehe: Muskatrenette                                             | Siehe: Muskatrenette                                                                         | Siehe: Muskatrenette                                             | Siehe: Muskatrenette                                             | Siehe: Muskatrenette                                                    |
| White Melrose | Siehe: Melrose                                                   | Siehe: Melrose                                                                               | Siehe: Melrose                                                   | Siehe: Melrose                                                   | Siehe: Melrose                                                          |
| White Must |                                                                  |                                                                                              |                                                                  |                                                                  |                                                                         |
| White Pearmain |                                                                  |                                                                                              |                                                                  |                                                                  |                                                                         |
| White Pippin |                                                                  |                                                                                              |                                                                  |                                                                  |                                                                         |
| White Quarrenden |                                                                  |                                                                                              |                                                                  |                                                                  | f                                                                       |
| White Rennet |                                                                  |                                                                                              |                                                                  |                                                                  |                                                                         |
| White Transparent | Siehe: Weißer Klarapfel                                          | Siehe: Weißer Klarapfel                                                                      | Siehe: Weißer Klarapfel                                          | Siehe: Weißer Klarapfel                                          | Siehe: Weißer Klarapfel                                                 |
| White Winter Pearmain |                                                                  |                                                                                              |                                                                  |                                                                  | e, f                                                                    |
| Whitney |                                                                  |                                                                                              |                                                                  |                                                                  |                                                                         |
| Whitney Crab |                                                                  |                                                                                              |                                                                  |                                                                  | e                                                                       |
| Whitney Russet |                                                                  |                                                                                              |                                                                  |                                                                  |                                                                         |
| Wickham Green |                                                                  |                                                                                              |                                                                  |                                                                  | f                                                                       |
| Wicks Sämling |                                                                  |                                                                                              |                                                                  |                                                                  | p (S. 685)                                                              |
| Wickstrands Favorit |                                                                  |                                                                                              |                                                                  |                                                                  |                                                                         |
| Widdup |                                                                  |                                                                                              |                                                                  |                                                                  | f                                                                       |
| Wiener Rosenapfel |                                                                  |                                                                                              |                                                                  |                                                                  | j, o                                                                    |
| Wiensürken |                                                                  |                                                                                              |                                                                  |                                                                  | o                                                                       |
| Wierdakii |                                                                  |                                                                                              |                                                                  |                                                                  | e                                                                       |
| Wiesenapfel |                                                                  |                                                                                              |                                                                  | Benannt durch Richard Zorn.                                      | j, o, p (S. 686)                                                        |
| Wiesenbacher Gänsgarten |                                                                  |                                                                                              |                                                                  |                                                                  | j, o                                                                    |
| Wieslinger |                                                                  |                                                                                              |                                                                  |                                                                  | o                                                                       |
| Wijcik | Siehe: Wijcik Mcintosh                                           | Siehe: Wijcik Mcintosh                                                                       | Siehe: Wijcik Mcintosh                                           | Siehe: Wijcik Mcintosh                                           | Siehe: Wijcik Mcintosh                                                  |
| Wijcik Mcintosh (oder: Mcintosh Wijcik) |                                                                  | Mcintosh × unbekannt                                                                         | 1960er in British Columbia, Kanada                               |                                                                  | c, e, f, g (S. 187, 241), j                                             |
| Wild Crab |                                                                  |                                                                                              |                                                                  | Holzapfelsorte                                                   |                                                                         |
| Wild Red |                                                                  |                                                                                              |                                                                  |                                                                  | e                                                                       |
| Wilder Rosenapfel | Siehe: Rosenapfel Von Schönbuch                                  | Siehe: Rosenapfel Von Schönbuch                                                              | Siehe: Rosenapfel Von Schönbuch                                  | Siehe: Rosenapfel Von Schönbuch                                  | Siehe: Rosenapfel Von Schönbuch                                         |
| Wildeshauser Renette |                                                                  |                                                                                              |                                                                  |                                                                  | o                                                                       |
| Wilding Bitter-Sweet |                                                                  |                                                                                              |                                                                  |                                                                  |                                                                         |
| Wildmuser |                                                                  |                                                                                              |                                                                  |                                                                  | o                                                                       |
| Wildsächser Pfundapfel |                                                                  |                                                                                              |                                                                  |                                                                  | p (S. 687)                                                              |
| Wildsächser Spitzapfel |                                                                  |                                                                                              |                                                                  |                                                                  | p (S. 688)                                                              |
| Wilerrot |                                                                  |                                                                                              |                                                                  |                                                                  | o                                                                       |
| Wilhelm Ley |                                                                  |                                                                                              |                                                                  |                                                                  | f                                                                       |
| Wilhelm Stangs Rambour |                                                                  |                                                                                              |                                                                  |                                                                  | p (S. 689)                                                              |
| Wilhelm Von Elsners Sämling (oder: Elsners Sämling) |                                                                  |                                                                                              |                                                                  |                                                                  | h (Nr. 50, S. 55), r (S. 35)                                            |
| Wilhelmsapfel | Siehe: Kaiser Wilhelm                                            | Siehe: Kaiser Wilhelm                                                                        | Siehe: Kaiser Wilhelm                                            | Siehe: Kaiser Wilhelm                                            | Siehe: Kaiser Wilhelm                                                   |
| Wilhelmsapfel (Credes) |                                                                  |                                                                                              |                                                                  |                                                                  | p (S. 690)                                                              |
| Wilkenburger Herbstreinette | Siehe: Wilkenburger Herbstrenette                                | Siehe: Wilkenburger Herbstrenette                                                            | Siehe: Wilkenburger Herbstrenette                                | Siehe: Wilkenburger Herbstrenette                                | Siehe: Wilkenburger Herbstrenette                                       |
| Wilkenburger Herbstrenette (oder: Wilkenburger Herbstreinette) |                                                                  |                                                                                              |                                                                  |                                                                  | f, j                                                                    |
| Wilkenburger Währapfel |                                                                  |                                                                                              |                                                                  |                                                                  | h (Nr. 190, S. 211)                                                     |
| William Crump |                                                                  | Cox Orange × Worcester Parmäne                                                               | 1908 in England                                                  | Züchter: William Crump                                           | a, e, f                                                                 |
| William Peters |                                                                  |                                                                                              |                                                                  |                                                                  | f                                                                       |
| Williams |                                                                  |                                                                                              |                                                                  |                                                                  |                                                                         |
| Williams Early |                                                                  |                                                                                              |                                                                  |                                                                  |                                                                         |
| Williams Favourite | Siehe: Williams Liebling                                         | Siehe: Williams Liebling                                                                     | Siehe: Williams Liebling                                         | Siehe: Williams Liebling                                         | Siehe: Williams Liebling                                                |
| Williams Liebling (oder: Williams Favourite) |                                                                  |                                                                                              | um 1750 in Roxbury, Massachusetts                                |                                                                  | f, h (Nr. 214, S. 236)                                                  |
| William's Pride |                                                                  |                                                                                              |                                                                  |                                                                  | a, d, e                                                                 |
| Willie Sharp |                                                                  |                                                                                              |                                                                  |                                                                  | e, f                                                                    |
| Willow |                                                                  |                                                                                              |                                                                  |                                                                  |                                                                         |
| Willowtwig |                                                                  |                                                                                              |                                                                  |                                                                  |                                                                         |
| Willys Renette |                                                                  |                                                                                              |                                                                  |                                                                  | h (Nr. 298, S. 335)                                                     |
| Wilmuta |                                                                  | Sport von Jonagold                                                                           |                                                                  |                                                                  | f                                                                       |
| Wilson June |                                                                  |                                                                                              |                                                                  |                                                                  |                                                                         |
| Wilstedter |                                                                  |                                                                                              |                                                                  |                                                                  | f, j, o                                                                 |
| Willstetter |                                                                  |                                                                                              |                                                                  |                                                                  |                                                                         |
| Wiltshire Beauty | Siehe: Schöner Aus Wiltshire                                     | Siehe: Schöner Aus Wiltshire                                                                 | Siehe: Schöner Aus Wiltshire                                     | Siehe: Schöner Aus Wiltshire                                     | Siehe: Schöner Aus Wiltshire                                            |
| Winchester |                                                                  |                                                                                              |                                                                  |                                                                  | e                                                                       |
| Winderatter |                                                                  |                                                                                              |                                                                  |                                                                  | o                                                                       |
| Winderatter Rubin |                                                                  |                                                                                              |                                                                  |                                                                  | o                                                                       |
| Windsor |                                                                  |                                                                                              |                                                                  |                                                                  | e                                                                       |
| Wine |                                                                  |                                                                                              |                                                                  |                                                                  |                                                                         |
| Winecrisp |                                                                  |                                                                                              |                                                                  |                                                                  | a                                                                       |
| Winegoldt | Siehe: Maigold                                                   | Siehe: Maigold                                                                               | Siehe: Maigold                                                   | Siehe: Maigold                                                   | Siehe: Maigold                                                          |
| Winesap (oder: American Wine Sop, Banana, Henrick's Sweet, Holland's Red Winter, Pot Pie Apple, Royal Red Of Kentucky, Texan Red) |                                                                  |                                                                                              | 1817 in USA                                                      |                                                                  | a, c, d, e, f, j, o, p (S. 691)                                         |
| Winesap Compspur |                                                                  |                                                                                              |                                                                  |                                                                  | e                                                                       |
| Winesap Spur |                                                                  |                                                                                              |                                                                  |                                                                  | e                                                                       |
| Winesap Starkspur |                                                                  |                                                                                              |                                                                  |                                                                  | e                                                                       |
| Wingate |                                                                  |                                                                                              |                                                                  |                                                                  |                                                                         |
| Winslow |                                                                  |                                                                                              |                                                                  |                                                                  |                                                                         |
| Winston (oder: Winter King) |                                                                  | Cox Orange × Unbekannt                                                                       | um 1935 in England                                               |                                                                  | a, c, e, f, j, o                                                        |
| Winston Coloured Sport |                                                                  | Cox Orange × Unbekannt                                                                       |                                                                  |                                                                  | f                                                                       |
| Winter-Alantapfel |                                                                  |                                                                                              |                                                                  |                                                                  | h (Nr. 238, S. 264)                                                     |
| Winter-Ananas | Siehe: Herzog Bernhard                                           | Siehe: Herzog Bernhard                                                                       | Siehe: Herzog Bernhard                                           | Siehe: Herzog Bernhard                                           | Siehe: Herzog Bernhard                                                  |
| Winter Banana | Siehe: Winterbananenapfel                                        | Siehe: Winterbananenapfel                                                                    | Siehe: Winterbananenapfel                                        | Siehe: Winterbananenapfel                                        | Siehe: Winterbananenapfel                                               |
| Winter-Belle-Fleur | Siehe: Brabanter Bellefleur                                      | Siehe: Brabanter Bellefleur                                                                  | Siehe: Brabanter Bellefleur                                      | Siehe: Brabanter Bellefleur                                      | Siehe: Brabanter Bellefleur                                             |
| Winter-Blumensüßer |                                                                  |                                                                                              |                                                                  |                                                                  | p (S. 692)                                                              |
| Winter Blush |                                                                  |                                                                                              |                                                                  |                                                                  | e                                                                       |
| Winter Calleville |                                                                  |                                                                                              |                                                                  |                                                                  |                                                                         |
| Winter Cheese |                                                                  |                                                                                              |                                                                  |                                                                  |                                                                         |
| Winter Codlin |                                                                  |                                                                                              |                                                                  |                                                                  | f                                                                       |
| Winter Gem |                                                                  |                                                                                              |                                                                  |                                                                  | a, e, f                                                                 |
| Winter Gold |                                                                  |                                                                                              |                                                                  | Beschreibung                                                     | e                                                                       |
| Winter-Gold-Parmäne | Siehe: Goldparmäne                                               | Siehe: Goldparmäne                                                                           | Siehe: Goldparmäne                                               | Siehe: Goldparmäne                                               | Siehe: Goldparmäne                                                      |
| Winter-Gravensteiner |                                                                  |                                                                                              |                                                                  |                                                                  | h (Nr. 42, S. 46)                                                       |
| Winter Green |                                                                  |                                                                                              |                                                                  |                                                                  |                                                                         |
| Winter Harvey |                                                                  |                                                                                              |                                                                  |                                                                  |                                                                         |
| Winter Hawthornden |                                                                  |                                                                                              |                                                                  |                                                                  | h (Nr. 668, S. 744), p (S. 696)                                         |
| Winter John |                                                                  |                                                                                              |                                                                  |                                                                  |                                                                         |
| Winter King | Siehe: Winston                                                   | Siehe: Winston                                                                               | Siehe: Winston                                                   | Siehe: Winston                                                   | Siehe: Winston                                                          |
| Winter-Königsapfel |                                                                  |                                                                                              |                                                                  | Benannt durch Richard Zorn.                                      | p (S. 697)                                                              |
| Winter Lemon |                                                                  |                                                                                              |                                                                  |                                                                  | f                                                                       |
| Winter Maiden Blush |                                                                  |                                                                                              |                                                                  |                                                                  |                                                                         |
| Winter Majeten | Siehe: Winter Majetin                                            | Siehe: Winter Majetin                                                                        | Siehe: Winter Majetin                                            | Siehe: Winter Majetin                                            | Siehe: Winter Majetin                                                   |
| Winter Majetin (oder: Winter Majeten) |                                                                  |                                                                                              |                                                                  |                                                                  | e, f                                                                    |
| Winter Marigold |                                                                  |                                                                                              |                                                                  |                                                                  | f                                                                       |
| Winter-Maschansker |                                                                  |                                                                                              |                                                                  |                                                                  |                                                                         |
| Winter-Parmäne |                                                                  |                                                                                              |                                                                  |                                                                  | f                                                                       |
| Winter Peach |                                                                  |                                                                                              |                                                                  |                                                                  | f                                                                       |
| Winter Pearmain | Siehe: Winter-Parmäne                                            | Siehe: Winter-Parmäne                                                                        | Siehe: Winter-Parmäne                                            | Siehe: Winter-Parmäne                                            | Siehe: Winter-Parmäne                                                   |
| Winter-Postoph |                                                                  |                                                                                              |                                                                  |                                                                  | h (Nr. 87, S. 96), o                                                    |
| Winter-Prinz (oder: Stahls Winterprinz, Waddewarder Winterprinz, Winterprinzenapfel) |                                                                  |                                                                                              | um 1936 in Norddeutschland                                       |                                                                  | h (Nr. 79, S. 88), j, o                                                 |
| Winter Quarrenden |                                                                  |                                                                                              |                                                                  |                                                                  | f                                                                       |
| Winter Queen | Siehe: Gragg                                                     | Siehe: Gragg                                                                                 | Siehe: Gragg                                                     | Siehe: Gragg                                                     | Siehe: Gragg                                                            |
| Winter-Quittenapfel |                                                                  |                                                                                              |                                                                  |                                                                  | h (Nr. 106, S. 120)                                                     |
| Winter-Rabau |                                                                  |                                                                                              |                                                                  |                                                                  | h (Nr. 584, S. 647), j, r (S. 63)                                       |
| Winter-Rambour |                                                                  |                                                                                              |                                                                  |                                                                  | p (S. 698f)                                                             |
| Winter-Richard | Siehe: Gelber Richard                                            | Siehe: Gelber Richard                                                                        | Siehe: Gelber Richard                                            | Siehe: Gelber Richard                                            | Siehe: Gelber Richard                                                   |
| Winter Stubbard |                                                                  |                                                                                              |                                                                  |                                                                  | f                                                                       |
| Winter Sweet Paradise |                                                                  |                                                                                              |                                                                  |                                                                  | e                                                                       |
| Winter-Taffeter | Siehe: Weißer Taffetapfel                                        | Siehe: Weißer Taffetapfel                                                                    | Siehe: Weißer Taffetapfel                                        | Siehe: Weißer Taffetapfel                                        | Siehe: Weißer Taffetapfel                                               |
| Winter-Täubling | Siehe: Nathusius’ Taubenapfel                                    | Siehe: Nathusius’ Taubenapfel                                                                | Siehe: Nathusius’ Taubenapfel                                    | Siehe: Nathusius’ Taubenapfel                                    | Siehe: Nathusius’ Taubenapfel                                           |
| Winter Vandevere |                                                                  |                                                                                              |                                                                  |                                                                  |                                                                         |
| Winter-Weinling |                                                                  |                                                                                              |                                                                  |                                                                  | p (S. 701)                                                              |
| Winter Wonder |                                                                  |                                                                                              |                                                                  |                                                                  | a                                                                       |
| Winter-Zitronenapfel (oder: Citron D'Hiver, Königsrenette, Reinette Du Roi, Welschisnyer, Winterzitronenapfel, Zitronenapfel) |                                                                  |                                                                                              | 1628 (Mühl, Alte und neue Apfelsorten)                           |                                                                  | f, g (S. 199), h (Nr. 681, S. 758), j, o, p (S. 681ff, 693ff)           |
| Winterbananenapfel (oder: Banana, Winter Banana) |                                                                  |                                                                                              | 1860 in Montgomery (Ohio)                                        | Beschreibung                                                     | a, d, e, f, g (S. 278), j, o                                            |
| Wintergewürzapfel |                                                                  |                                                                                              |                                                                  |                                                                  | j                                                                       |
| Winterglockenapfel | Siehe: Glockenapfel                                              | Siehe: Glockenapfel                                                                          | Siehe: Glockenapfel                                              | Siehe: Glockenapfel                                              | Siehe: Glockenapfel                                                     |
| Wintergoldparmäne | Siehe: Goldparmäne                                               | Siehe: Goldparmäne                                                                           | Siehe: Goldparmäne                                               | Siehe: Goldparmäne                                               | Siehe: Goldparmäne                                                      |
| Wintergravensteiner |                                                                  |                                                                                              |                                                                  |                                                                  | j, o                                                                    |
| Wintergrünling |                                                                  |                                                                                              |                                                                  |                                                                  |                                                                         |
| Winterprinzenapfel | Siehe: Winter-Prinz                                              | Siehe: Winter-Prinz                                                                          | Siehe: Winter-Prinz                                              | Siehe: Winter-Prinz                                              | Siehe: Winter-Prinz                                                     |
| Winterrambour | Siehe: Rheinischer Winterrambur                                  | Siehe: Rheinischer Winterrambur                                                              | Siehe: Rheinischer Winterrambur                                  | Siehe: Rheinischer Winterrambur                                  | Siehe: Rheinischer Winterrambur                                         |
| Winterrambur | Siehe: Eifeler Rambur, Rheinischer Winterrambur                  | Siehe: Eifeler Rambur, Rheinischer Winterrambur                                              | Siehe: Eifeler Rambur, Rheinischer Winterrambur                  | Siehe: Eifeler Rambur, Rheinischer Winterrambur                  | Siehe: Eifeler Rambur, Rheinischer Winterrambur                         |
| Winterscheibling |                                                                  |                                                                                              |                                                                  |                                                                  | o                                                                       |
| Winterstein |                                                                  |                                                                                              |                                                                  |                                                                  | a                                                                       |
| Winterstreifling |                                                                  |                                                                                              |                                                                  |                                                                  | j, o                                                                    |
| Winterzitronenapfel | Siehe: Winter-Zitronenapfel                                      | Siehe: Winter-Zitronenapfel                                                                  | Siehe: Winter-Zitronenapfel                                      | Siehe: Winter-Zitronenapfel                                      | Siehe: Winter-Zitronenapfel                                             |
| Wise Apple | Siehe: Königlicher Kurzstiel                                     | Siehe: Königlicher Kurzstiel                                                                 | Siehe: Königlicher Kurzstiel                                     | Siehe: Königlicher Kurzstiel                                     | Siehe: Königlicher Kurzstiel                                            |
| Wisley (oder: Wisley Crab) |                                                                  |                                                                                              |                                                                  | Beschreibung                                                     |                                                                         |
| Wisley 182 | Siehe: Endsleigh Beauty                                          | Siehe: Endsleigh Beauty                                                                      | Siehe: Endsleigh Beauty                                          | Siehe: Endsleigh Beauty                                          | Siehe: Endsleigh Beauty                                                 |
| Wisley 282 | Siehe: Gibbon's Russet                                           | Siehe: Gibbon's Russet                                                                       | Siehe: Gibbon's Russet                                           | Siehe: Gibbon's Russet                                           | Siehe: Gibbon's Russet                                                  |
| Wisley Crab | Siehe: Wisley                                                    | Siehe: Wisley                                                                                | Siehe: Wisley                                                    | Siehe: Wisley                                                    | Siehe: Wisley                                                           |
| Wismer's Dessert |                                                                  |                                                                                              |                                                                  |                                                                  | a                                                                       |
| Withington Fillbasket |                                                                  |                                                                                              |                                                                  |                                                                  | f                                                                       |
| Wittgensteiner Glasapfel |                                                                  |                                                                                              |                                                                  |                                                                  | j                                                                       |
| Witzheldener Rambour |                                                                  |                                                                                              |                                                                  |                                                                  | h (Nr. 292, S. 325)                                                     |
| Wo 01 | Siehe: Glogerovka                                                | Siehe: Glogerovka                                                                            | Siehe: Glogerovka                                                | Siehe: Glogerovka                                                | Siehe: Glogerovka                                                       |
| Wo 03 | Siehe: Frankenhäuser Glockenapfel                                | Siehe: Frankenhäuser Glockenapfel                                                            | Siehe: Frankenhäuser Glockenapfel                                | Siehe: Frankenhäuser Glockenapfel                                | Siehe: Frankenhäuser Glockenapfel                                       |
| Wo 04 | Siehe: Bodo                                                      | Siehe: Bodo                                                                                  | Siehe: Bodo                                                      | Siehe: Bodo                                                      | Siehe: Bodo                                                             |
| Wo 06 | Siehe: Frankenhäuser Cox                                         | Siehe: Frankenhäuser Cox                                                                     | Siehe: Frankenhäuser Cox                                         | Siehe: Frankenhäuser Cox                                         | Siehe: Frankenhäuser Cox                                                |
| Wöbers Rambour |                                                                  |                                                                                              |                                                                  |                                                                  | o                                                                       |
| Wohlschmeckender Aus Vierlanden | Siehe: Wohlschmecker Aus Vierlanden                              | Siehe: Wohlschmecker Aus Vierlanden                                                          | Siehe: Wohlschmecker Aus Vierlanden                              | Siehe: Wohlschmecker Aus Vierlanden                              | Siehe: Wohlschmecker Aus Vierlanden                                     |
| Wohlschmecker Aus Vierlanden (oder: Wohlschmeckender Aus Vierlanden) |                                                                  |                                                                                              |                                                                  |                                                                  | j, o                                                                    |
| Wolcott |                                                                  |                                                                                              |                                                                  |                                                                  |                                                                         |
| Wolf River |                                                                  |                                                                                              | 1881 in Wisconsin, USA                                           |                                                                  | a, c, d, f                                                              |
| Wolfsapfel |                                                                  |                                                                                              |                                                                  |                                                                  | p (S. 702)                                                              |
| Wollaton Pippin | Siehe: Königlicher Kurzstiel                                     | Siehe: Königlicher Kurzstiel                                                                 | Siehe: Königlicher Kurzstiel                                     | Siehe: Königlicher Kurzstiel                                     | Siehe: Königlicher Kurzstiel                                            |
| Wollenschläger | Siehe: Roter Augustiner                                          | Siehe: Roter Augustiner                                                                      | Siehe: Roter Augustiner                                          | Siehe: Roter Augustiner                                          | Siehe: Roter Augustiner                                                 |
| Woltmanns Renette | Siehe: Celler Dickstiel                                          | Siehe: Celler Dickstiel                                                                      | Siehe: Celler Dickstiel                                          | Siehe: Celler Dickstiel                                          | Siehe: Celler Dickstiel                                                 |
| Woltmanns Schlotterapfel |                                                                  |                                                                                              |                                                                  |                                                                  | h (Nr. 76, S. 85)                                                       |
| Wondernot |                                                                  |                                                                                              |                                                                  |                                                                  | o                                                                       |
| Woodcock |                                                                  |                                                                                              | um 1600 in Gloucestershire                                       |                                                                  | c                                                                       |
| Woodford |                                                                  |                                                                                              |                                                                  |                                                                  | f                                                                       |
| Woodpecker | Siehe: Baldwin                                                   | Siehe: Baldwin                                                                               | Siehe: Baldwin                                                   | Siehe: Baldwin                                                   | Siehe: Baldwin                                                          |
| Woods Grünling |                                                                  |                                                                                              |                                                                  |                                                                  | h (Nr. 654, S. 730)                                                     |
| Woodstock Pippin | Siehe: Blenheim                                                  | Siehe: Blenheim                                                                              | Siehe: Blenheim                                                  | Siehe: Blenheim                                                  | Siehe: Blenheim                                                         |
| Woolbrook Pippin |                                                                  | Cox Orange × Unbekannt                                                                       |                                                                  |                                                                  | f                                                                       |
| Woolbrook Russet |                                                                  |                                                                                              |                                                                  |                                                                  | a, f                                                                    |
| Woolman's Long Pippin | Siehe: Ortley                                                    | Siehe: Ortley                                                                                | Siehe: Ortley                                                    | Siehe: Ortley                                                    | Siehe: Ortley                                                           |
| Worcester | Siehe: Tydeman's Early Worcester                                 | Siehe: Tydeman's Early Worcester                                                             | Siehe: Tydeman's Early Worcester                                 | Siehe: Tydeman's Early Worcester                                 | Siehe: Tydeman's Early Worcester                                        |
| Worcester Cross |                                                                  | Cox Orange × Unbekannt                                                                       |                                                                  |                                                                  | f                                                                       |
| Worcester Parmäne (oder: Worcester Pearmain) |                                                                  | Soll ein Sämling der alten südenglischen Sommerapfel-Lokalsorte „Devonshire Quarrenden“ sein | 1873 in Worcestershire, England                                  | Beschreibung                                                     | a, c, f, h (Nr. 464, S. 516), j, o                                      |
| Worcester Pearmain | Siehe: Worcester Parmäne                                         | Siehe: Worcester Parmäne                                                                     | Siehe: Worcester Parmäne                                         | Siehe: Worcester Parmäne                                         | Siehe: Worcester Parmäne                                                |
| Worcester Woodsil |                                                                  |                                                                                              |                                                                  |                                                                  | f                                                                       |
| Workaroe |                                                                  |                                                                                              |                                                                  |                                                                  |                                                                         |
| Wrixparent |                                                                  |                                                                                              |                                                                  |                                                                  | f, j                                                                    |
| Wunder Aus Repten |                                                                  |                                                                                              |                                                                  |                                                                  | o                                                                       |
| Wunder Von Chelmsford |                                                                  |                                                                                              |                                                                  |                                                                  | p (S. 704f)                                                             |
| Wur 037 | Siehe: Freya                                                     | Siehe: Freya                                                                                 | Siehe: Freya                                                     | Siehe: Freya                                                     | Siehe: Freya                                                            |
| Würzapfel | Siehe: Weißer Matapfel                                           | Siehe: Weißer Matapfel                                                                       | Siehe: Weißer Matapfel                                           | Siehe: Weißer Matapfel                                           | Siehe: Weißer Matapfel                                                  |
| Wyken Pippin | Siehe: Wykenpepping                                              | Siehe: Wykenpepping                                                                          | Siehe: Wykenpepping                                              | Siehe: Wykenpepping                                              | Siehe: Wykenpepping                                                     |
| Wykenpepping (oder: Pepping Von Wyken, Wyken Pippin) |                                                                  |                                                                                              | in England oder den Niederlanden                                 |                                                                  | a, c, e, f, h (Nr. 416, S. 464), j                                      |
| Wythe |                                                                  |                                                                                              |                                                                  |                                                                  |                                                                         |